# Natació als Jocs Olímpics d'estiu de 1904 - 100 iardes lliures

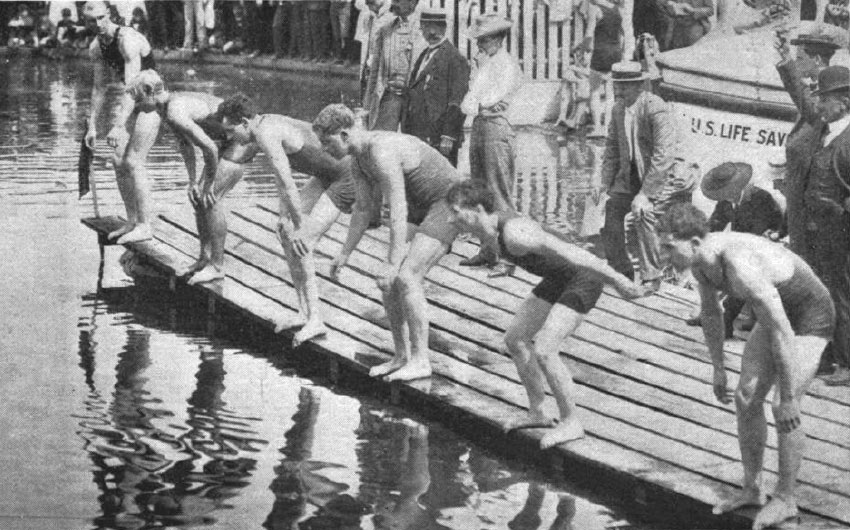
Sortida de la final de les 100 iardes lliures

La prova de les 100 iardes lliures fou la segona més curta de tot el programa de natació que es disputà als Jocs Olímpics de Saint Louis de 1904.
Aquesta era la segona vegada que es duia a terme aquesta prova dins el programa dels Jocs Olímpics, però l'única en què la iarda s'emprà com a mesura. El 1896 i a partir de 1908 el seu referent són els 100 metres lliures.
Hi van prendre part 9 nedadors procedents de 2 països.

## Medallistes
| Or                  | Plata                 | Bronze            |
| Zoltán Halmay (HUN) | Charles Daniels (USA) | Scott Leary (USA) |

## Resultats

### Sèries
Els tres primers de cada sèrie passaven a la final. Els resultats dels nedadors que no passen a la final no són clars, però Wael estableix com a possibles competidors a Raymond Thorne, Edwin Swatek i William Orthwein.
| Sèrie 1 |                       |          |       |
| Posició | Nom                   | Temps    | Notes |
| 1.      | Zoltán Halmay (HUN)   | 1' 06.6" | QF    |
| 2.      | Scott Leary (USA)     |          | QF    |
| 3.      | David Hammond (USA)   |          | QF    |
| 4.      | Desconegut            |          |       |
| 5.      | Desconegut            |          |       |
| Sèrie 2 |                       |          |       |
| Posició | Nom                   | Temps    | Notes |
| 1.      | Charles Daniels (USA) | 1' 07.4" | QF    |
| 2.      | David Gaul (USA)      |          | QF    |
| 3.      | Leo Goodwin (USA)     |          | QF    |
| 4.      | Desconegut            |          |       |

### Final
| Posició | Nom                   | Temps    |
| ------- | --------------------- | -------- |
| Or      | Zoltán Halmay (HUN)   | 1' 02.8" |
| Plata   | Charles Daniels (USA) |          |
| Bronze  | Scott Leary (USA)     |          |
| 4.      | David Gaul (USA)      |          |
| 5.      | David Hammond (USA)   |          |
| 6.      | Leo Goodwin (USA)     |          |